# Péter Módos
Péter Módos (ur. 17 grudnia 1987 w Szigetvár) – węgierski zapaśnik startujący w kategorii do 55 kg w stylu klasycznym, brązowy medalista olimpijski, brązowy medalista mistrzostw świata, trzykrotny medalista mistrzostw Europy.
Największym jego sukcesem jest brązowy medal igrzysk olimpijskich w Londynie w kategorii 55 kg. Ponadto zdobył brązowy medal mistrzostw świata i srebrny oraz dwa brązowe medale mistrzostw Europy.
Trzeci w Pucharze Świata w 2008 i 2010; piąty w 2015, a szósty w 2006 roku.
Mistrz Węgier w 2008, 2009, 2010 i 2016 roku.